# Pöppschen
Pöppschen ist ein Ortsteil von Windischleuba im Landkreis Altenburger Land in Thüringen.

## Lage
Pöppschen liegt in der Pleißenaue östlich von Altenburg und südöstlich von Windischleuba. Die Gemarkung gehört zum überlössten Hügelland um Altenburg und befindet sich am Rand der Leipziger Tieflandsbucht.

## Geschichte
Das Dorf wurde 1336 erstmals urkundlich genannt. Pöppschen gehörte zum Amt Altenburg, das mit dem Naumburger Vertrag 1554 endgültig ernestinisch wurde und in der Folge zu verschiedenen Ernestinischen Herzogtümern gehörte: Herzogtum Sachsen (1554 bis 1572), Herzogtum Sachsen-Weimar (1572 bis 1603), Herzogtum Sachsen-Altenburg (1603 bis 1672), Herzogtum Sachsen-Gotha-Altenburg (1672 bis 1826). 
Bei der Neuordnung der ernestinischen Herzogtümer im Jahr 1826 kam Pöppschen zum wiedergegründeten Herzogtum Sachsen-Altenburg. Nach der Verwaltungsreform im Herzogtum gehörte der Ort juristisch zum Amtsgericht Altenburg und bezüglich der Verwaltung zum Ostkreis (bis 1900) bzw. zum Landratsamt Altenburg (ab 1900). Pöppschen gehörte ab 1918 zum Freistaat Sachsen-Altenburg, der 1920 im Land Thüringen aufging. Seit 1922 gehörte der Ort zum thüringischen Landkreis Altenburg.
Am 1. Juli 1950 wurde Pöppschen nach Bocka eingemeindet, mit dem der Ort am 1. Januar 1973 zu Windischleuba kam. 2012 lebten 164 Personen im Ortsteil. Kirchlich gehört der Ort zu Bocka und somit nicht zur Evangelischen Kirche in Mitteldeutschland, sondern zur Evangelisch-Lutherischen Landeskirche Sachsens, Kirchspiel Kohrener Land.